# Engeltrude di Fézensac
Engeltrude di Fézensac (799 circa – 853) fu, come seconda moglie di Oddone I, Conte d'Orléans, contessa d'Orléans sino all'834.

## Origine
Figlia del conte di Fezensac, Liutardo (?- dopo l'812), che era uno dei conti guasconi di Ludovico il Pio, re d'Aquitania e della moglie, Grimilde, di cui non si conoscono gli ascendenti. Engeltrude era anche sorella di Adalardo il Siniscalco.

## Biografia
Engeltrude divenne la seconda moglie del conte d'Orléans, Oddone I, figlio del conte d'Orleans, Adrien, figlio del conte Geroldo (dopo il 1º luglio 784 -798) e di Imma (?-798), pronipote del duca d'Alemannia, Goffredo (?-706), e di Waldrada.
Anche dagli Annales Bertiniani, viene confermata la parentela di Engeltrude con Adalardo il Siniscalco: infatti nell'861, dopo aver ricordato che i suoi nipoti, figli di suo figlio Gebhard (definiti i nipoti di Ernesto, conte di Nordgau) erano stati esiliati dal regno dei Franchi orientali da Ludovico II il Germanico, narra che con il loro parente Adalardo (zio materno della regina, in quanto moglie di Carlo il Calvo, Ermetrude, figlia di Engeltrude, che quindi era la sorella di Adalardo) si recarono da Carlo il Calvo che li accolse elargendo loro degli onori

## Figli
Engeltrude diede a Oddone due figli:
- Gebhard (- dopo l'879), che sposò una sorella di Ernesto conte di Nordgau[6]
- Ermentrude (27 settembre 830 – 6 ottobre 869), che nell'842, sposò Carlo il Calvo[8].

## Ascendenza
|                        |   |         | Genitori |  |  | Nonni            |  |  | Bisnonni            |  |
|                        |   |         |          |  |  | Begone di Tolosa |  |  | Gerardo I di Parigi |  |
|                        |   |         |          |  |  | Begone di Tolosa |  |  | Gerardo I di Parigi |  |
|                        |   | Rotrude |          |  |  | Begone di Tolosa |  |  |                     |  |
| Leotardo II di Parigi  |   |         |          |  |  | Begone di Tolosa |  |  |                     |  |
|                        |   | Alpais  | …        |  |  |                  |  |  |                     |  |
|                        |   | Alpais  | …        |  |  |                  |  |  |                     |  |
|                        |   | Alpais  | …        |  |  |                  |  |  |                     |  |
| Engeltrude di Fézensac |   | Alpais  |          |  |  |                  |  |  |                     |  |
|                        | … | …       |          |  |  |                  |  |  |                     |  |
|                        | … | …       |          |  |  |                  |  |  |                     |  |
|                        | … | …       |          |  |  |                  |  |  |                     |  |
| Grimilde               | … |         |          |  |  |                  |  |  |                     |  |
|                        |   | …       | …        |  |  |                  |  |  |                     |  |
|                        |   | …       | …        |  |  |                  |  |  |                     |  |
|                        |   | …       | …        |  |  |                  |  |  |                     |  |
|                        |   | …       |          |  |  |                  |  |  |                     |  |

### Fonti primarie
- (LA)  Monumenta Germanica historica, tomus II.
- (LA)  Nithardus, Historiae.
- (LA)  Rerum Gallicarum et Francicarum Scriptores, tomus VII.
- (LA)  Annales Bertiniani.

### Letteratura storiografica
- René Poupardin, I regni carolingi (840-918), in «Storia del mondo medievale», vol. II, 1999, pp. 583–635